# Chance Kelly
Chance Kelly (North Castle (Westchester County), 28 januari 1967) is een Amerikaans acteur.

## Biografie
Kelly werd geboren in de plaats North Castle, dat ligt in county Westchester County in de staat New York. 
Kelly heeft gestudeerd aan de New York-universiteit in New York waar hij een bachelor of arts haalde. In 2000 verdiende Kelly een master of science aan de Columbia-universiteit in New York.
Kelly is getrouwd en heeft hieruit drie kinderen.

## Filmografie

### Films
Uitgezonderd korte films.
- 2021 American Underdo - als Mike Martz
- 2019 Gutterbee - als sheriff T.J Brown
- 2018 Beyond the Night - als Bernie Coleman
- 2017 Off Season - als Kellen
- 2016 Deuces - als Henderson
- 2015 Stealing Cars - als coach Jimmy Carmichael
- 2014 American Sniper - als luitenant kolonel Jones
- 2014 Teenage Mutant Ninja Turtles - als mr. Rivetti
- 2013 Broken City – als Murdock
- 2012 You're Nobody 'til Somebody Kills You – als L.T. Harrington
- 2011 Too Big to Fail – als Bart McDade
- 2010 Stake Land – als politieagent Harley
- 2009 The Taking of Pelham 123 – als ESU kapitein
- 2009 Last of the Ninth – als Mike McCarthy
- 2008 A Jersey Christmas – als Armand
- 2007 American Gangster – als militaire politieagent
- 2007 Rockaway – als soldaat
- 2007 Where God Left His Shoes – als politieagent
- 2006 The Departed – als instructeur
- 2006 Little Children – als Pete Olaffson
- 2006 Freedomland – als politieagent
- 2006 A Guide to Recognizing Your Saints – als gevangenisbewaker
- 2005 State Property 2 – als beveiliger
- 2005 Duane Hopwood – als Tommy
- 2003 Replay – als Chester Robb
- 2002 Far from Heaven – als Tallman
- 2001 L.I.E. – als gevangenisbewaker
- 2000 Unbreakable – als man in oranje pak
- 1999 Puppet – als Igor
- 1998 Crossfire – als bodyguard
- 1997 The Devil's Own – als gemaskerde dief

### Televisieseries
Uitgezonderd eenmalige gastrollen.
- 2019-2022 Billions - als Ken Shaddock - 3 afl.
- 2020 For Life - als Cyrus Hunt - 4 afl.
- 2018-2019 Ray Donovan - als Vinny - 3 afl.
- 2015-2016 Aquarius - als rechercheur Ed Cutler - 23 afl.
- 2014-2016 Power - als David Collins - 5 afl.
- 2016 Banshee - als Randall Watts - 3 afl.
- 2014 Legends - als Jason Shaw - 2 afl.
- 2013-2014 Hostages - als Billy Collins - 2 afl.
- 2012-2013 Homeland – als ondervrager – 2 afl.
- 2013 House of Cards – als Steve – 3 afl.
- 2010-2011 Army Wives – als kolonel John Reddick – 3 afl.
- 2010-2011 The Whole Truth – als rechercheur Geoff Rowe – 2 afl.
- 2010 Delocated – als Darren – 4 afl.
- 2008-2009 Fringe – als Mitchell Loeb – 5 afl.
- 2008 Generation Kill – als luitenant kolonel Stephen Ferrando – 7 afl.
- 2008 As the World Turns – als Joe Rossiter – 2 afl.
- 2007 The Black Donnellys – als Johnny Mac – 2 afl.

- Système universitaire de documentation: 236432133
- Virtual International Authority File: 47149233586976511886